# Éclipse sur un ancien chemin vers Compostelle
Pour plus de détails, voir Fiche technique et Distribution.
Éclipse sur un ancien chemin vers Compostelle est un film français réalisé par Bernard Férié en 1978 et sorti en 1980.

## Fiche technique
- Titre : Éclipse sur un ancien chemin vers Compostelle
- Réalisation : Bernard Férié
- Scénario : Bernard Férié
- Photographie : Sacha Vierny
- Décors : Chantal Eberschweiler
- Montage : Hervé de Luze
- Musique : Christian Maire
- Production : Filmodie
- Pays d'origine :  France
- Durée : 101 minutes
- Date de sortie : France - 19 mars 1980

## Distribution
- Martine Chevallier
- Mireille Delcroix
- Jean Martin
- Monique Mélinand
- Bruno Pradal